# Logor Đakovo
Sabirni logor Đakovo bio je sabirni logor u Đakovu u Nezavisnoj Državi Hrvatskoj. Osnovan je u napuštenome mlinu „Cereale” koji je bio u vlasništvu Đakovačke nadbiskupije Katoličke crkve. Logor je osnovan 1. prosinca 1941. godine, prvenstveno za židovske žene i djecu, uključujući i srpske djevojke. Logor je bio operativan do zatvaranja 7. srpnja 1942. godine. Oko 3000 žena i djece bilo je pritvoreno i izloženo prebijanju, silovanju, smrtnim bolestima i na njih su puštani psi. Najmanje 650 žena i djece je umrlo u logoru. Tijekom zatvaranja logora, preostali logoraši su prebačeni u druge logore i ubijeni.

## Osnivanje
Đakovačka nadbiskupija (biskup Akšamović, kanonik dr. Rogić, ustaša Asandić koji je bio upravnik nekretnina nadbiskupije) nije dala suglasnost za osnivanje logora u svom mlinu tvrdeći da im je mlin potreban. Biskup Anton Akšamović je davao zapovjedi i konkretne zadatke pojedinim svećenicima misionarima za pojedina mjesta u kojima se vršilo pokatoličavanje i denacionalizacija Srba. Unatoč njihovom protivljenju, ustaše su osnovali sabirni logor početkom prosinca 1941. godine, prvenstveno za židovske žene i djecu.

## Zatvorenici
U prva dva transporta zatvorenima dovedeno je 1830 židovskih žena i djece i 50 srpskih djevojaka u logor Đakovo, dok je u sljedećem transportu dovedeno oko 1200 žena i djece iz Stare Gradiške 24. veljače 1942. godine.
Jedna petina zatvorenika registrirana je kao žrtve logora, a većina njih je umrla kada su ustaše preuzele potpunu kontrolu nad logorom 29. ožujka 1942. godine. Oni su vršili stravičan teror nad logorašima koji su bili premlaćivani, umirali su od bolesti i gladi. Ustaše su bacale mrvice kruha gladnoj djeci i zatim su puštali na njih stražarske pse, dok su djevojke bile silovane i ubijane. Više od 516 ili 650 ljudi koji su umrli u sabirnom logoru Đakovo sahranjeno je na đakovačkom groblju.
Ustaše su transportirali više stotina ljudi zaraženih tifusom iz Stare Gradiške u logor Đakovo kako bi raširili bolest.

## Zatvaranje
Logor je zatvoren u razdoblju od 15. lipnja do 7. srpnja 1942. godine. Zatvaranje je organizirao ustaški poručnik Jozo Matković. Preostali zatvorenici, između 2000 i 3000 židovskih žena i djece, premješteni su u druge logore i zatim ubijeni.

## Unutarnje poveznice
- Logor Tenja